# Wesly Bronkhorst
Wesly Bronkhorst (Amsterdam, 23 oktober 1982) is een Nederlandse zanger.

## Loopbaan
In 2006 bracht Bronkhorst zijn eerste single uit, De zon die schijnt. In 2007 verscheen de opvolger De lucht was blauw, die op 14 juli 2007 in de Nederlandse Single Top 100 kwam. Het lied kwam op de 31e plaats en stond er 5 weken in. Later dat jaar stond Kom maar bij mij ook nog in de Single Top 100. Kom maar bij mij is tevens de naam van het album dat in november 2007 verscheen. Op 26 mei 2008 was hij gastartiest tijdens Samen met Dré in concert in de Amsterdam ArenA.
Hij deed in 2013 mee aan de talentenjacht Bloed, zweet & tranen, waar hij niet in de hotseat terechtkwam, maar Gerard Joling en André Hazes jr. stemden op hem. 
In juni 2022 kwam Bronkhorst met zijn nieuwe single "Amalia" uit, het nummer kwam echter niet in de hitparades terecht, maar na een jaar kreeg het nummer een gouden plaat status uitgereikt via muziekzender 538 en prompt raakte het nummer alsnog in de hitparades in juli 2023 respectievelijk 26ste in de Top 40 en 15de in de Single Top 100. Begin 2024 bracht hij het nummer "Gap" in samenwerking met rapper Bizzey uit, waarbij het in de tipparade bleef steken. In mei bracht hij samen met oud voetballer en vriend Wesley Sneijder een vertaling van het Duitse nummer "Ich bin wie du" uit speciaal voor het EK voetbal 2024, met als artiesten namen "Wes & Wes".

### Privé
Bronkhorst is getrouwd en heeft twee kinderen uit eerdere relaties.